# Ibrahim Moro
Ibrahim Moro (født 10. november 1993) er en togosk fodboldspiller.

## Klubkarriere
Moro skiftede fra New Edubiase United til den svenske klub AIK i august 2012.
Den 1. september 2015 fik Moro sin kontrakt med FC Kairat ophævet og skrev i stedet under på en treårig aftale med Adana Demirspor.
Den 17. august 2016 blev det offentliggjort, at Ibrahim Moro skiftede fra Adana Demirspor til Silkeborg IF, hvor han skrev under på en toårog kontrakt. Han fik sin debut i Superligaen den 11. september 2016, da han startede inde og spillede alle 90 minutter i 2-2-kampen ude mod SønderjyskE.
Han forlod i midten af januar 2019 Silkeborg IF, idet parterne var blevet enige om at ophæve samarbejdet. Han opnåede samlet set 63 kampe for klubben.

## Landsholdskarriere
Han var en del af bruttotruppen til Africa Cup of Nations 2015.